# Póndi
Póndi (Ponti Agiou Petrou, Ponti) är en ort i Grekland.   Den ligger i prefekturen Lefkas och regionen Joniska öarna, i den västra delen av landet, 280 km väster om huvudstaden Aten. Póndi ligger 1 meter över havet och antalet invånare är 126. Den ligger på ön Lefkas.
Terrängen runt Póndi är varierad. Havet är nära Póndi västerut.  Närmaste större samhälle är Ágios Pétros, 3,6 km norr om Póndi. 